# Virtuell server
En virtual private server, virtual dedicated server eller virtual server är en metod att dela upp ("partitionera") en fysisk serverdator i flera virtuella servrar. Genom programvara som körs på den egentliga servern skapar man en virtuell maskin på vilket man kan köra ett operativsystem och önskad programvara.
En virtuell server kan köra ett annat operativsystem än värddatorn och kan även starta om utan att den fysiska servern startas om.
En VPS är inte samma sak som en dedikerad server, då detta ej innefattar en hel dator.